# Leucophotis
Leucophotis és un gènere d'arnes de la família Crambidae. Conté només una espècie, Leucophotis pulchra, que es troba a Fiji.